# Graskop
Graskop is een dorp met 4000 inwoners, in de provincie Mpumalanga, Zuid-Afrika. Rond 1880 werd Graskop gesticht als kamp voor de nabijgelegen goudmijn. Tegenwoordig is Graskop vooral bekend om de houtindustrie. Vlak bij Graskop bevindt zich God's Window vanwaar men een goed uitzicht heeft over de omgeving.

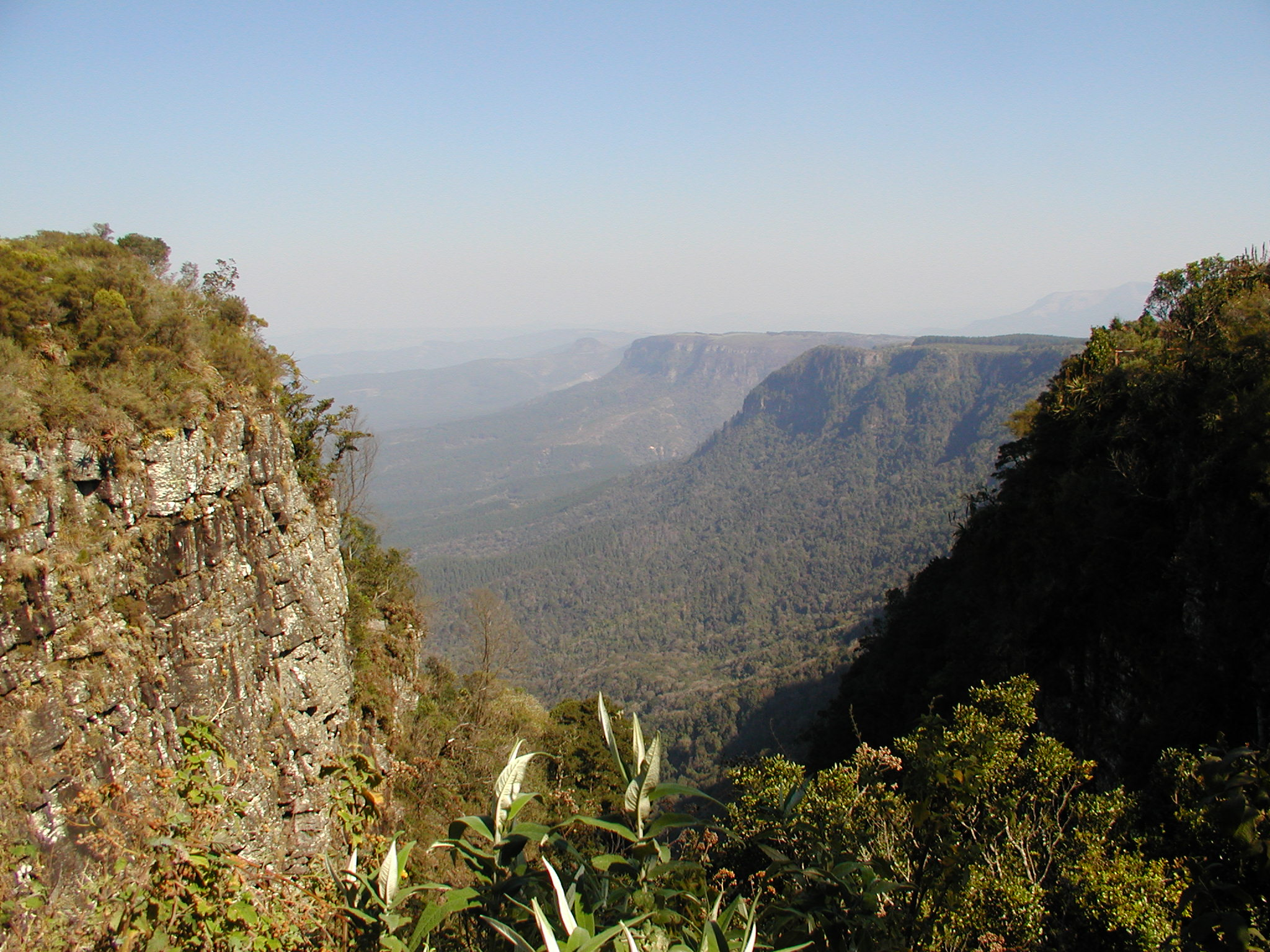
Uitzicht vanaf God's Window

## Subplaatsen
Het nationaal instituut voor de statistiek, Stats SA, deelt sinds de census 2011 deze hoofdplaats in in 2 zogenaamde subplaatsen (sub place):
Glory Hill Ext 5 • Graskop SP.